# Gina Ranjičić
Gina Ranjičić (* um 1838; † 17. Mai 1891) soll eine vom Balkan stammende Romni gewesen sein, die als Dichterin tätig gewesen sein soll. Ihr Schaffen und ihre Lebensgeschichte wurde von Heinrich von Wlislocki aufgezeichnet, und sie gilt manchen als erste Vertreterin der Roma-Literatur. Da jedoch mittlerweile die Wissenschaftlichkeit der Arbeiten Wlislockis angezweifelt wird, ist unklar, ob Ranjičić je existierte.
Laut Wlislocki ist Ranjičićs Herkunft unklar; ihre früheste Erinnerung soll die Ungarische Revolution 1848/1849 gewesen sein, die sie als etwa Zehnjährige in Varaždin erlebt haben soll. Ihre Familie soll Teil einer Roma-Gruppe namens nevelya gewesen sein. Die Revolution soll die Familie zur Flucht kreuz und quer durch die Länder des Balkans gezwungen haben, ehe Ranjičić etwa zwei Jahre später in Belgrad den Kontakt zu ihren Verwandten verlor. Ihre Erziehung soll dann ein armenischer Kaufmann in Konstantinopel übernommen haben, dessen Bruder sie später aus Liebe heiratete. In dieser Lebensphase soll Ranjičić erste Gedichte geschrieben haben. Durch eine List eines Albaners verließ sie Konstantinopel und soll mit diesem dann in Adrianopel gelebt haben. Der Albaner spürte später ihre Familie auf, und Ranjičić entschied sich nach einigem Hin und Her, zu ihrer Familie zurückzukehren. Wenig später überfiel sie jedoch die Sehnsucht nach dem Albaner, der ein neues Leben in Italien angefangen hatte, sodass Ranjičić durch Süditalien reisen musste, um ihn zu suchen.
Statt des Albaners traf sie auf einen rumänisch-jüdischen Kaufmann namens Jacob Hornstein, mit dem sie danach in Nordafrika lebte. Nach Hornsteins Tod wurde Ranjičić kurz wegen des Verdachts, ihn vergiftet zu haben, inhaftiert, aber freigelassen. Danach lebte sie mit Hornsteins Vermögen in Konstantinopel, ehe sie wieder zu ihrer Familie zurückkehrte und dort die letzten zwanzig Jahre ihres Lebens verbrachte. Zuletzt lebte sie in Slawonien, wo der serbische Konsul in Sombor den Kontakt zu Wlislocki hergestellt haben soll. Ranjičić starb angeblich 1891; drei Notizbücher mit in Romani verfassten Gedichten sollen anschließend vom serbischen Konsul in Sombor gekauft worden sein. Jene Notizbücher bzw. die dort enthaltene, autobiografische Lyrik sowie einige Gespräche mit Ranjičić vor ihrem Tod nutzte Wlislocki danach für seine Arbeit. Er publizierte Ranjičić Biografie und einige ihrer Gedichte im Rahmen seiner Schrift Aus dem inneren Leben der Zigeuner: Ethnologische Mitteilungen (1892), wo sich mit Ranjičić ein ganzes Kapitel mit dem Titel „Eine zigeunerische Dichterin“ beschäftigt.
Ranjičić gilt manchen heute als Pionierin der Roma-Literatur und als erste Dichterin der Roma. Roma-Aktivisten beziehen sich regelmäßig auf sie, ihre bei Wlislocki verzeichneten Gedichte wurden nachgedruckt und in verschiedenen Werksformen als originäre Beispiele für frühe Roma-Literatur präsentiert und im Muzei romske kulture u Beogradu, einem Museum für die Kultur der Roma in Belgrad, befindet sich ein – freilich fiktives – Porträt der Gina Ranjičić. Auf dem Balkan wird sie als Roma-Dichterin besonders seit dem Zerfall Jugoslawiens in den 1990ern wahrgenommen. Allerdings ist zunehmend unklar, ob Gina Ranjičić wirklich existierte. Autoren wie Martin Ruch (1986) und Wim Willems (1997) wiesen nach, dass Wlislocki mindestens wissenschaftlich unsauber gearbeitet hatte, wenn nicht sogar mehr. In jedem Falle entsprechen seine Werke nicht wissenschaftlichen Standards. Somit wird auch die Historizität Gina Ranjičićs und die Authentizität ihrer Gedichte stark in Zweifel gezogen. Elena Maruschiakowa und Wesselin Popow taten vor diesem Hintergrund Wlislockis Biografie von Ranjičić als „Abenteuergeschichte“ ab. Verstärkt wird diese Kritik dadurch, dass es abseits von Wlislockis Publikation keinerlei historische Nachweise für Ranjičićs Existenz gibt. Es steht also zur Debatte, ob die Figur Gina Ranjičić eine bloße Erfindung Heinrich von Wlislockis war.